# ポーランド国立銀行
ポーランド国立銀行（ポーランドこくりつぎんこう、ポーランド語: Narodowy Bank Polski; NBP）はポーランドの中央銀行。通貨ズウォティの発行を管理している。本店はワルシャワにおかれ、国内の主要都市に支店を設置している。
ポーランド国立銀行は欧州中央銀行制度に組み込まれている。

## 歴史
ポーランド国立銀行は1945年から現在の名称を使用しているが、かつてポーランドには2つの中央銀行が存在し、いずれもポーランド銀行 (Bank Polski) という名称であった。1828年、フランチシェク・クサヴェルィ・ドゥルツキ＝ルベツキがワルシャワでポーランド銀行を設立する。旧ポーランド銀行はポーランド立憲王国の機関として設立され、金利の調整や通貨の発行を担っていた。また外国通貨の取り扱いや、外国の企業・金融機関が発行した債券の購入を行うことも認められていた。

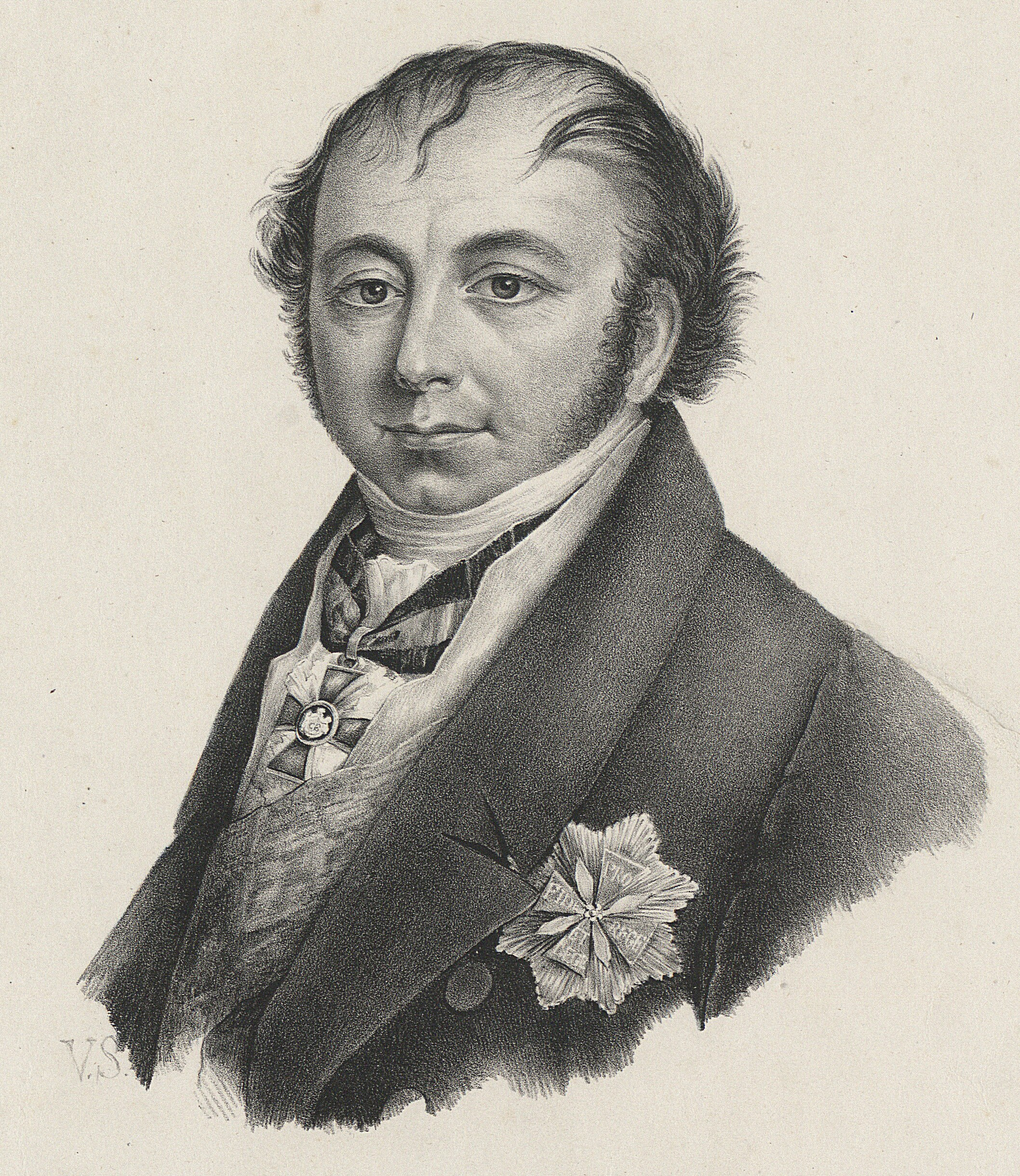
クサヴェルィ・ドゥルツキ＝ルベツキ
ポーランド初の中央銀行を創設した。

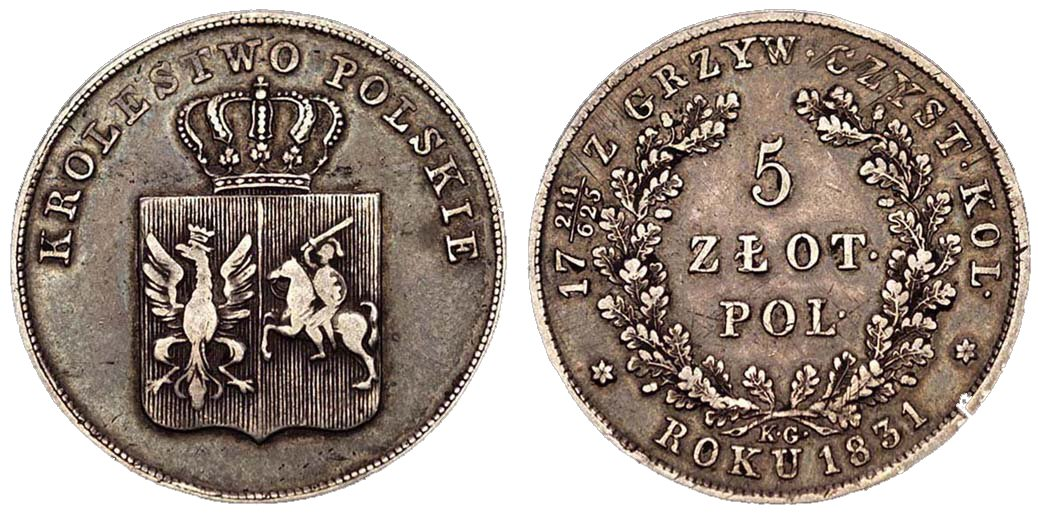
11月蜂起の期間に発行された5ズウォティ硬貨

またポーランド銀行が存続していたあいだ、資本金の額を上限として紙幣や硬貨を発行することが認められ、当初は3000万ズウォティ、その後1834年には4200万ズウォティ、1841年には5300万ズウォティを発行した。また1個の法的主体として、ポーランド銀行はロシア帝国支配下のポーランドにおける多くの主要企業に融資を行っていた。1829年から1837年のあいだで、ポーランド銀行は収益の大半を道路建設に費やし、また1842年までザグウェンビェ・ドンブロフスキェやスカルジスコ＝カミェンナ周辺のスタロポルスキ工業地帯の石炭鉱業開発における資金の提供も行っていた。
ポーランド銀行は11月蜂起後のロシア帝国の政策で機能不全に陥り、1月蜂起後には帝国財務省によって直接的に支配された。反ロシア蜂起が失敗したことを受けて行われたポーランド旧体制の解散が進められていたなか、1870年にはポーランド銀行も通貨発行権を剥奪され、また長期債券の発行を禁止された。1886年1月1日、ポーランド銀行は正式に閉鎖され、1894年までに保有していた財産はロシア国立銀行に吸収された。
1918年に独立を取り戻したさい、ポーランドには中央銀行が存在しなかった。1924年1月11日国家財政復元法により、首相のヴワディスワフ・グラプスキは株式会社的社団として新たなポーランド銀行を設立した。当初の資本金額は1億ズウォティであったが、その後まもなく1億5000万ズウォティとなった。ポーランド銀行は政府の金融政策を実行していたが、政府からは独立した組織として存在していた。また主要出資者としてポーランド共和国大統領はポーランド銀行の総裁および副総裁を指名する権利を有していた。
1944年12月31日までポーランド銀行は紙幣印刷の独占権を持ち、また準備高のうち40%以上が金保有によるものであった。また配当金の額は収益の8%を超えないものとされた。高収益を上げた場合は、政府はその50%から66%を得る権利を有していた。1939年のポーランド侵攻に先立って、保有していた金はポーランドからパリ、ロンドン、カナダへと移されて戦禍を逃れた。ポーランド銀行は、ポーランド亡命政府の中央銀行としてやはりその機能を国外に移し、ポーランド軍の資金を拠出していた。1946年、国外で保管されていた金がポーランドの共産主義系の新政府に返還されるが、ポーランド銀行は1952年に廃止され、その機能は新設されたポーランド国立銀行が継承した。
その後ポーランド銀行という名称を持つ銀行が設立され、第二次世界大戦後のポーランドの計画経済を運営することが認められていた。ポーランド銀行は通貨、債券、貯蓄の集積を独占的に行っていた。またPKOバンクは個人口座業務を行った。1989年に共産系政権が崩壊した後、ポーランドに市場経済が再び導入され、ポーランド国立銀行はほかの民間銀行の通貨統制や監督に関する機能を制限した。

## 組織
ポーランド国立銀行の組織や機能は1997年のポーランド共和国憲法や同年のポーランド国立銀行法で規定が設けられている。ポーランド国立銀行総裁は大統領の要請を受けてセイムが任命し、その任期は6年間とされている。総裁はポーランド国立銀行の組織と機能に対する責任を負っている。同じ人物が総裁を2期を超えて務めることは認められていない。またポーランド国立銀行の最高責任者としての役割のほかに、金融政策理事会や国立銀行運営理事会、金融監督委員会の議長も務める。また総裁は国際的な金融機関の枠組みにおいてポーランドを代表する役割も担っている。
政権やほかの国家機関から独立した立場を確保するため、ポーランド国立銀行総裁はいずれの政党の党員・支持者であってはならない。1992年から2000年まではハンナ・グロンキェヴィチ＝ヴァルツ、2006年まではレシェック・バルツェロヴィチ、2010年まではスワヴォミル・スクシペクが総裁を務めてきた。スクシペクの事故死後は第1副総裁のピョートル・ヴィエショウェクが代行し、6月に元財務相および元首相で前国際通貨基金（IMF）ヨーロッパ総局長のマレック・ベルカが総裁に就任した。